# Station Sainte-Colombe
Station Sainte-Colombe is een spoorwegstation in de Franse gemeente Sainte-Colombe.